# Копьев, Пётр Матвеевич
Пётр Матвеевич Копьев (1772—1858) — генерал-майор, герой Русско-шведской войны 1808—1809 годов.

## Биография
Родился 16 (27) декабря 1772  года; происходил «из природных дворян древней потомственной фамилии» Копьевых. В военную службу вступил в 1791 году в артиллерию.
Принимал участие в кампании 1806—1807 годов в Восточной Пруссии против французов, сражался при Гейльсберге и Фридланде. За участие в последнем награждён орденом Святой Анны 3-й степени.
В 1808 году участвовал в кампании против шведов, 12 апреля 1808 года за отличие был пожалован золотой шпагой с надписью «За храбрость». В одном из сражений шведской войны был тяжело ранен и оставлен на поле боя как убитый, однако был подобран шведами, отправлен в госпиталь и около года находился в плену.
По возвращении из плена и окончательном излечении вернулся к строевой службе и в 1812 году участвовал в Отечественной войне. В Бородинском сражении подполковник Копьев командовал 2-й лёгкой ротой 1-й артиллерийской бригады.
За боевые отличия был награждён орденом Святого Владимира 4-й степени с бантом.
В 1846 году вышел в отставку в чине генерал-майора. 26 ноября 1848 года за беспорочную выслугу был награждён орденом Святого Георгия 4-й степени (№ 7945 по кавалерскому списку Григоровича — Степанова).
Скончался 20 июля (1 августа) 1858 года в Санкт-Петербурге, похоронен на Волковском православном кладбище. Могила утрачена.
Его сын — Сергей Петрович Копьев (1821—1893) был генералом от инфантерии и членом Военного совета Российской империи. Дочь — Анна Петровна (1809—1868).